# Christopher Nigel Page
Christopher Nigel Page oder Chris Page (* 11. November 1942, Gloucester, England; † 9. Dezember 2022) war ein britischer Botaniker. Sein botanisches Autorenkürzel lautet „C.N.Page“.
Page war 25 Jahre lang Principal Scientific Officer für Forschung an Nadelgehölzen am Royal Botanic Garden von Edinburgh. Er arbeitete an der Entwicklung von Strategien zum Arterhalt von Baumarten. 1976 gründete Page das Conifer Conservation Programme des Royal Botanic Garden von Edinburgh. Er war 1986 Gründer und bis 1994 der erste Vorsitzende der Conifer Specialist Group der IUCN Species Survival Commission
(SSC). Page ist heute ein Member Emeritus des SSC.
Page betrieb unter anderem evolutionsbiologische Forschung. Ein Beitrag von Page für die Taxonomie der Nadelgehölze ist die Abgliederung der Gattung Retrophyllum aus der polyphyletischen Gattung Nageia sowie die Aufstellung der Gattung Afrocarpus aus Vertretern der Gattungen Podocarpus und Nageia.